# Anders Dahlström den äldre
Anders Dahlström den äldre, född 1702, död 15 juli 1786 i Döderhult, var en svensk bildhuggare.

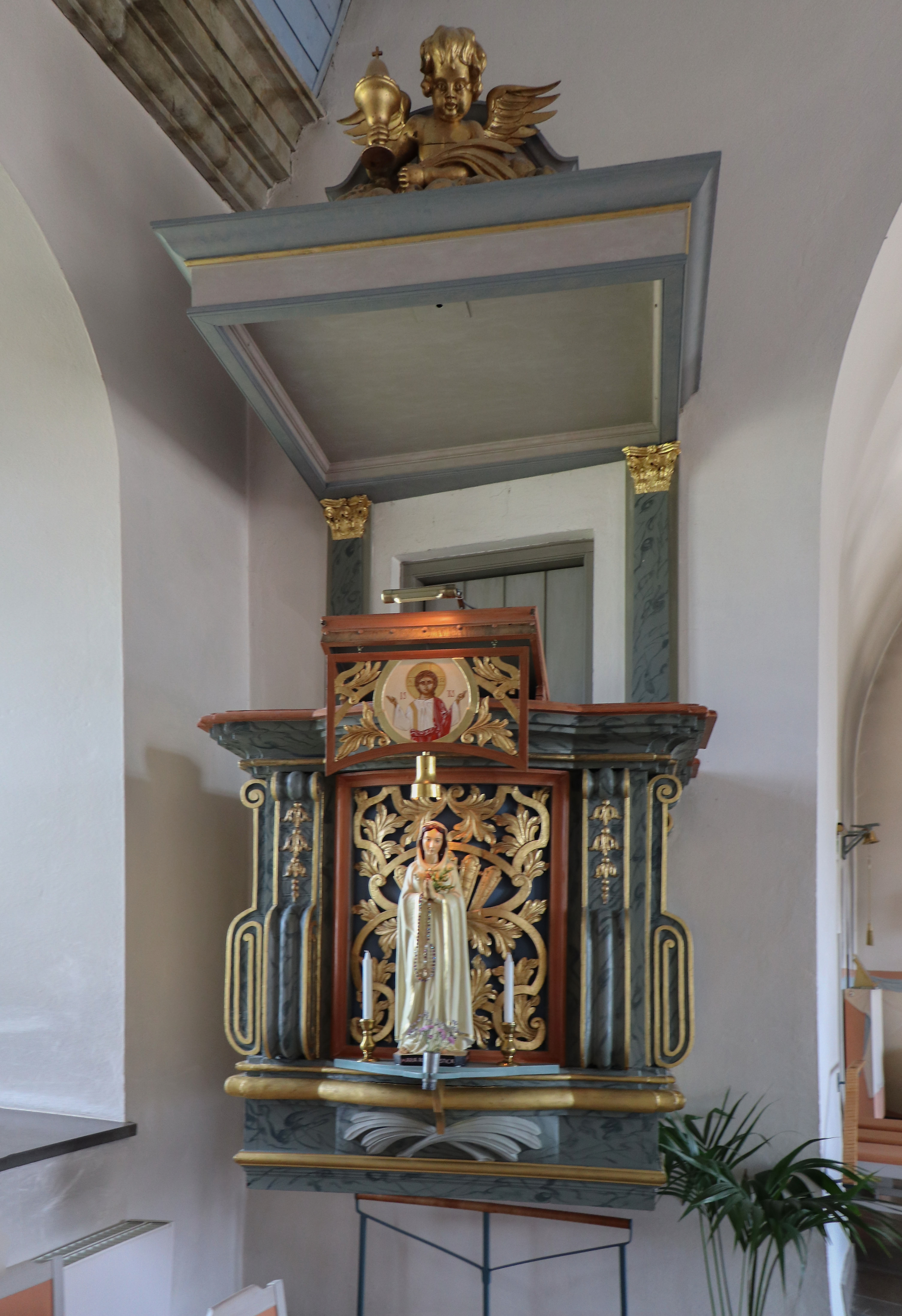
Predikstolen i Mörbylånga kyrka

## Biografi
Anders Dahlström gifte sig med änkefru Helena Thorn och var far till Anders Dahlström den yngre. Anders Dahlström den äldre var en mycket aktad och ansedd man i sin hemsocken och var under flera år kyrkoföreståndare. Till sin hemförsamling skänkte han 1779 en av honom själv tillverkad mycket väl utarbetad förgylld och målad predikstol snarlik den som finns i Maria Magdalena kyrka i Stockholm. Bland hans övriga arbeten märks predikstolen i Mörbylånga kyrka samt altaruppsatser till Runstens kyrka och Ås kyrka. Av predikstolen till Ålems kyrka finns endast fragment bevarat.